# 동송초등학교
동송초등학교는 대한민국 강원특별자치도 철원군에 있는 초등학교다.

## 학교 연혁
- 1954년 7월 개교